# سری (مردم)
مردم سری (اسپانیایی: Seri)، یک قبیله از سرخ پوستان آمریکای میانه هستند که در جزیره تیبورون (جزیره کوسه) در خلیج کالیفرنیا و در سرزمین اصلی (مکزیک) در سونورا زندگی می‌کنند. زبان آنها به نظر می‌رسد مربوط به زبان یومان است. در اوایل قرن ۲۱ میلادی برآورد جمعیت نشان می‌دهد حدود ۸۰۰ نفر به قبیله و نژاد تعلق دارند.
آنها در طول تاریخ کوچ کننده و شکارچی-گردآورنده هستند که رابطی صمیمی با دریا و زمین حفظ کادره‌اند. این یکی از گروه‌های قومی در مکزیک است که پس از تماس با فرهنگ اسپانیایی و مکزیکی به شدت زبان و فرهنگ خود را در طول سالها حفظ کرده است.